# Karang Baru (Wanasaba)
Karang Baru is een bestuurslaag in het regentschap Oost-Lombok van de provincie West-Nusa Tenggara, Indonesië. Karang Baru telt 10.188 inwoners (volkstelling 2010).